# Đà điểu châu Phi
Đà điểu châu Phi (danh pháp khoa học: Struthio camelus) là một loài chim chạy, có nguồn gốc từ châu Phi. Nó là loài còn sinh tồn duy nhất của họ Struthionidae, và chi Struthio. Chúng rất khác biệt về hình thể với cổ, chân dài và có tốc độ lật mặt lên đến 65 km/giờ (40 dặm/giờ). Đà điểu được xem là loài chim còn sống lớn nhất và được chăn nuôi trên khắp thế giới. Tên khoa học của nó bắt nguồn từ tiếng Hy Lạp có nghĩa là "chim lạc đà" . Trong tên khoa học của nó phần thứ hai -camelus mang ý nghĩa liên tưởng tới môi trường sống khắc nghiệt trong tự nhiên của chúng.

## Mô tả
Đà điểu châu Phi nặng từ 90 đến 130 kg (200 đến 290 pound). Một số đà điểu trống đã được ghi nhận là có thể nặng đến 155 kg (340 pao). Đà điểu trống trưởng thành có lông chủ yếu là màu đen với một vài điểm trắng ở cánh và đuôi. Đà điểu mái và con non có màu xám nâu nhạt với vài đốm trắng. Đà điểu trống dùng đôi cánh nhỏ do thoái hóa của nó để múa gọi bạn tình và che chở cho đà điểu con. Bộ lông của chúng mềm và khác biệt so với lông vũ của loài chim bay. Vẫn còn những cái móng trên hai cánh của chúng. Cặp chân khỏe của chúng không có lông. Chân có hai ngón với một ngón lớn hơn trông giống như móng ngựa. Điểm độc đáo này giúp cho khả năng chạy của đà điểu. Với lông mi rậm và đen, cặp mắt của đà điểu lớn nhất trong các loài động vật trên cạn còn sống.
Ở độ tuổi trưởng thành (2–4 năm), đà điểu trống cao 1,8–2,7 m (6–9 ft), đà điểu mái 1,7–2 m (5,5–6,5 ft). Trong năm đầu tiên, đà điểu con tăng cao 25 cm (10 inch) mỗi tháng. Một năm tuổi đà điểu đạt trọng lượng 45 kg (100 pao).

## Phân loại và phân bố địa lý

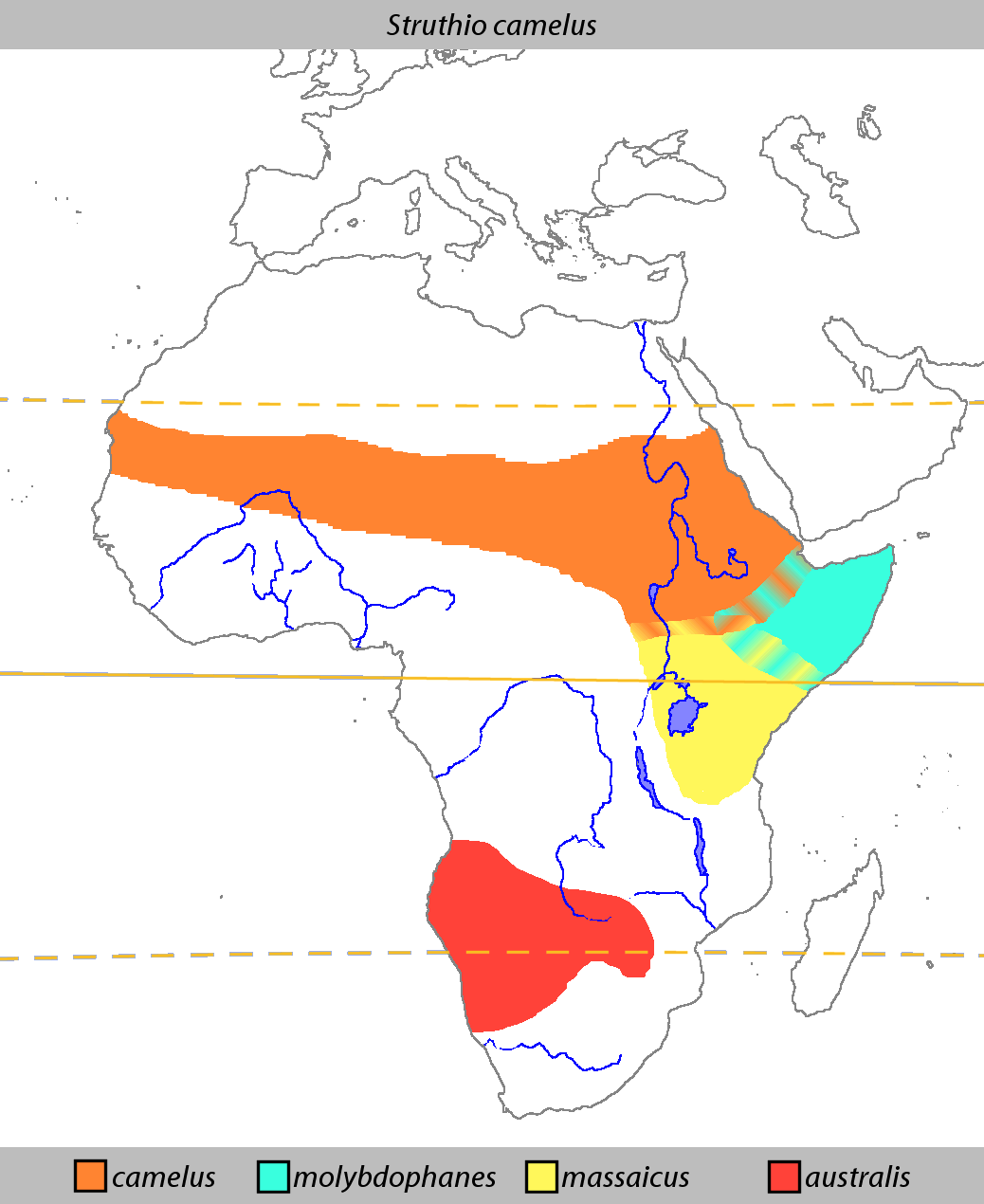
Vùng sinh sống của loài đà điểu ở châu Phi

Trong tự nhiên đà điểu châu Phi sống ở thảo nguyên savanna và vùng Sahel của châu Phi, về phía Bắc và Nam của vùng rừng xích đạo. Đà điểu thuộc về bộ Struthioniformes (bộ Đà điểu hay Chim chạy). Cùng bộ với nó là đà điểu Nam Mỹ, chim ê mu (đà điểu sa mạc ở Australia), đà điểu đầu mào và lớn nhất nhưng đã tuyệt chủng là Aepyornis.
Các phân loài của nó là:
- Struthio camelus australis ở miền nam châu Phi, phía nam sông Zambezi và Cunene.
- Struthio camelus camelus ở Bắc Phi, đôi khi còn được gọi là đà điểu Bắc Phi hay Đà điểu cổ đỏ.
- Struthio camelus massaicus ở Đông Phi, đôi khi còn được gọi là đà điểu Masai. Trong mùa sinh sản, cổ và đùi của con trống chuyển sang màu hồng cam. Vùng sinh sống của chúng ở phía đông của Ethiopia và Kenya, phía tây của Sénégal và từ vùng phía đông bắc của Mauritania đến phía nam của Morocco.
- Struthio camelus molybdophanes ở Somalia, Ethiopia, bắc Kenya, đôi khi còn được gọi là đà điểu Somali. Trong mùa sinh sản, cổ và đùi của con trống chuyển sang màu xanh. Vùng sinh sống của chúng trùng với S.c. massaicus ở đông bắc của Kenya. Một số học giả cho rằng đà điểu Somali có thể chính là một loài riêng biệt.
- Struthio camelus syriacus ở Trung Đông, đôi khi còn được gọi là đà điểu Ả Rập hay đà điểu Trung Đông. Chúng đã từng rất phổ biến ở bán đảo Ả Rập, Syria và Iraq; nhưng đã tuyệt chủng từ năm 1966.

## Hành vi
Đà điểu châu Phi sống theo từng nhóm 5–50 con, du cư theo những loài thú ăn cỏ khác như ngựa vằn hay linh dương. Chúng ăn chủ yếu là hạt hay cây cỏ, đôi khi chúng ăn cả những động vật nhỏ như cào cào. Kiếm ăn vào ban ngày là chủ yếu. Không có răng, chúng phải nuốt sỏi để giúp cho việc nghiền thức ăn trong mề. Chúng có thể đi trong một thời gian dài không cần đến nước, mà chỉ dựa vào độ ẩm của những cây cỏ chúng nuốt vào. Tuy nhiên chúng thích nước và thường hay tắm.
Với khả năng nghe và nhìn thính nhạy, chúng có thể phát hiện những loài thú săn mồi như sư tử từ khoảng cách xa.
Theo một truyền thuyết phổ biến, đà điểu nổi tiếng về việc chui đầu vào cát khi gặp nguy hiểm. Tác giả La Mã Pliny – bậc trưởng lão, trong cuốn Lịch sử tự nhiên đã mô tả về đà điểu và việc giấu đầu vào bụi rậm của chúng. Tuy nhiên lại không có quan sát đã được ghi nhận nào về hành vi này. Một phản bác khá nổi tiếng là: một loài có hành vi như thế sẽ không thể tồn tại lâu dài. Truyền thuyết này có lẽ bắt nguồn từ sự thật rằng: quan sát từ khoảng cách xa sẽ thấy khi ăn, đà điểu vùi đầu vào cát, bởi vì chúng chủ tâm nuốt cát và sạn vào để giúp cho việc nghiền thức ăn. Chứ nếu vùi đầu vào cát thì đà điểu sẽ chết ngạt mất. Khi nằm xuống để tránh thú săn mồi, đà điểu ép sát đầu và cổ xuống đất, trông xa giống như là một ụ đất nhỏ. Khi gặp nguy hiểm, đà điểu hoảng loạn bỏ chạy và tự làm bị thương nặng bởi những cú đá từ cặp giò khỏe mạnh của chúng.
Trong kinh Phúc Âm soạn bởi Job (Job 39.13-18), đà điểu được mô tả với cặp cánh ngắn ngủn buồn cười, không chú ý đến an toàn của tổ trứng, đối xử khắc nghiệt đối với đàn con, thiếu khôn ngoan, nhưng lại làm con ngựa phải hổ thẹn với tốc độ của chúng.

## Sinh sản
Đà điểu châu Phi trưởng thành hoàn toàn ở độ tuổi 2 - 4 năm, con trống chậm hơn con mái khoảng 6 tháng. Mùa sinh sản bắt đầu từ tháng 3 hay 4 đến tháng tháng 8, tùy thuộc vào vùng địa lý. Đà điểu trống dùng tiếng rít và những âm thanh khác để đánh nhau, chiếm lãnh thổ và quyến rũ hậu cung có từ 2 – 5 đà điểu mái. Kẻ chiến thắng sẽ giao phối với toàn hậu cung nhưng chỉ lập một "hậu" mà thôi.
Đà điểu châu Phi là loài đẻ trứng. Toàn hậu cung sẽ cùng đẻ trứng có phôi vào một tổ của "hậu", đó chỉ đơn giản là một cái hố sâu từ 30 – 60 cm. Trứng nặng từ 1,3 – 1,4 kg (3 pao), dài 15 cm (6 inch), rộng 13 cm (5 inch), là loại trứng lớn nhất và có phôi lớn nhất, nhưng lại là nhỏ nhất nếu so sánh tương đối với kích thước của đà điểu. Mỗi tổ có từ 15 – 60 trứng màu trắng nhạt và bóng láng. Con cái ấp trứng vào ban ngày còn con trống thì vào ban đêm, bởi vậy chúng có màu lông khác nhau để tránh bị phát hiện khi đang ấp trứng. Quá trình ấp từ 35 – 45 ngày và con trống thường đón chào con con mới nở. Tuổi thọ của đà điểu châu Phi là từ 30 - 70 năm, trung bình là 50 năm.
Đà điểu con mới nở đã mở mắt và trong vòng 1, 2 tiếng chúng đã có thể chạy nhảy được rồi. Hầu như những loài chim không bay, con của chúng mở mắt lúc mới chào đời và có lớp lông tơ bảo vệ, thân hình của đà điểu con cũng không ngoại lệ. Còn những loài biết bay, thì hầu như con của chúng không có lông và không mở mắt, chúng phải nhờ vào mẹ hay bố tìm mồi. Đà điểu con rất hiếu động, bố mẹ chúng phải tập họp chúng lại như một nhà trẻ di động. Chúng chạy lung tung và trong vòng nửa năm đầu đà điểu con rất dễ chết vì những lý do khác ngoài thiên nhiên, nhưng sau đó chúng lớn rất nhanh.

## Đà điểu và con người
Trước đây đà điểu bị săn bắt và được nuôi vì bộ lông của chúng, đã từng là vật trang trí cho mũ của các quý bà. Bộ da của chúng cũng rất có giá trị. Vào thế kỷ XVIII, chúng đã bị săn bắt gần đến tuyệt chủng. Chúng được nuôi từ thế kỷ XIX. Thị trường lông đà điểu sụp đổ sau Thế Chiến I. Chăn nuôi thương mại bắt đầu trở lại vào thập niên 1970 để lấy lông và sau đó là da. Đà điểu Ả Rập và Nam Tây Á bị tuyệt chủng vào giữa thế kỷ XX.
Ngày nay, đà điểu được nuôi khắp thế giới, tại cả những vùng khí hậu lạnh như Thụy Điển. Chúng thích nghi với nhiệt độ từ 30 đến – 10 °C; được nuôi tại hơn 50 nước trên thế giới, nhưng phần lớn là ở Nam Phi. Do hệ số chuyển đổi thức ăn của đà điểu là thấp nhất (3,5:1 so với của gia súc là 6:1), nên chúng rất hấp dẫn đối với nông dân. Mặc dù đà điểu được nuôi chủ yếu để lấy da, tiếp đến là thịt; nhưng còn những sản phẩm phụ khác như là trứng, phụ phẩm, lông. Người ta cho rằng da đà điểu hiện đang có giá trị thương mại lớn nhất. Thịt đà điểu có vị như thịt bò nạc, mỡ và cholesterol thấp, nhưng lại giàu calci, đạm và sắt. Đà điểu lớn đến mức một người tầm vóc trung bình có thể cưỡi nó; thông thường người cưỡi nắm lấy đôi cánh của chúng. Ở một số vùng ở Bắc Phi và Ả Rập, chúng được huấn luyện để cưỡi lên núi. Các tổ chức bảo vệ quyền động vật chỉ trích việc cưỡi đà điểu ở Hoa Kỳ, nhưng những cuộc đua này ít phổ biến rộng rãi vì khó có thể đóng yên đà điểu và chúng cũng hơi nóng tính.
Đà điểu bị xếp là động vật nguy hiểm ở Úc, Hoa Kỳ và Anh. Chúng đã tấn công và giết chết người. Con mái lớn rất cục bộ, hung hãn và có thể tấn công và đá rất mạnh. Đà điểu có thể chạy nhanh hơn cả một vận động viên điền kinh.
Trứng của đà điểu dùng làm vật trang trí, vì vỏ của chúng dày, khó vỡ. Có người lấy vỏ trứng và làm đèn ngủ, hay để cả nguyên vỏ chỉ lấy hết ruột ra. Có nhiều tiệm hoàn kim còn dát vàng lên vỏ trứng đà điểu và bán rất cao giá.